# Динамо (клуб по хоккею с мячом, Чкалов)
«Динамо» (Чкалов) — бывший клуб по хоккею с мячом, представлявший Чкалов и спортивное общество «Динамо».
Создан в 1925 при Оренбургском совете ДСО «Динамо». Клуб принимал участие в розыгрыше Кубка СССР в 1939 и 1940, играл в зональных турнирах. В 1950 играл в возобновлённом чемпионате СССР, где занял 14-е место (2 победы и 4 поражения; мячи 14-15). Согласно регламенту, в следующем году «Динамо» выступало в новосозданом классе «Б». В данном классе клуб провёл два сезона 1951 и 1952 (4 победы, 3 ничьи, 7 поражений; мячи 28-34). Лучший результат — 4-е место в 1951 году. После того как «Динамо» отказалось играть стыковые матчи с ДОСА (Хабаровск), клуб выбыл из чемпионата. В 1954 году принимал участие в Чемпионате РСФСР, занял 7-е место в финальном турнире.
Ведущие игроки: в предвоенные годы — А. Михайлов, В. Моисеев, В. Николаев, Покровский, Б. Скоморохов, Яковлев; в конце 40-х — первой пол. 50-х — М. Богданов, Е. Козырев, Б. Хмелев.